# Pool It!
Pool It! è il decimo album in studio del gruppo musicale statunitense The Monkees, pubblicato nel 1987.
Si tratta del primo album in studio dai tempi di Changes, uscito nel 1970, e del primo album con Peter Tork in formazione dal 1968.

## Tracce
Per ogni brano musicale è riportato il cantante principale.
Side 1
1. Heart and Soul (Simon Byrne, Andrew Howell) – 3:55 – Micky Dolenz
2. (I'd Go The) Whole Wide World (Eric Goulden) – 2:56 – Micky Dolenz
3. Long Way Home (Dick Eastman, Bobby Hart) – 3:50 – Davy Jones
4. Secret Heart (Brian Fairweather, Martin Page) – 3:46 – Micky Dolenz
5. Gettin' In (Peter Tork) – 3:03 – Peter Tork
6. (I'll) Love You Forever (Davy Jones) – 3:22 – Davy Jones

Side 2
1. Every Step of the Way (Mark Clarke, Ian Hunter) – 3:21 – Davy Jones
2. Don't Bring Me Down (Tommy James, Tom Teeley, Glenn Wyka) – 3:39 – Micky Dolenz
3. Midnight (When It All Comes Down) (John David) – 4:28 – Micky Dolenz
4. She's Movin' in with Rico (Andrew Howell) – 3:21 – Davy Jones
5. Since You Went Away (Michael Levine) – 2:36 – Peter Tork
6. Counting on You (Alan Green) – 5:46 – Davy Jones